# EverQuest II
EverQuest II — фентезійна багатокористувацька онлайнова рольова гра (MMORPG). Вона була випущена 8 листопада, 2004 року і є сиквелом проєкту EverQuest, розробленого Sony Online Entertainment. Зміни торкнулися графіки та ігрового процесу.

## Ігровий світ
Події гри розгортаються в світі Норрат, аналогічно оригінальній грі, проте творці гри перенесли дію на 500 років в майбутнє. При цьому світ EverQuest II розглядається як паралельна реальність, що дозволяє все ще популярній EverQuest не обмежуватися сюжетними подіями сиквела. Згідно EverQuest II, Норрат пережив кілька катастроф, які повністю змінили звичне розташування материків і ізолювали деякі землі. Проте, забуті шляхи поступово відновлюють, відкриваючи нові зони для досліджень, знайомі гравцям з оригінального EverQuest, в кожному ігровому доповнені.
Весь світ Норрат біполярний і розділений на два великих табори. Королевою Антонією Бейл і столицею світла Кейносом представлені сили добра, зло уособлює Владика Лукан Де'Ліре і побудований на кістках Фріпорт. Крім ключових міст Кейноса і Фріпорта, у протиборчих сил є кілька другорядних великих міст-аванпостів. Причому сам Норрат зовсім не поділений різко на добрих і злих — існують нейтральні поселення і цілі раси також є можливість перебігти з одного табору в інший. 
Цікаво, що світ EverQuest спочатку не був створений для PvP-гри, тому, як відзначають багато гравців, справжнього протистояння не виходить. На PvE-серверах зло і добро взагалі не ворогує: гравці обох фракцій можуть вільно спілкуватися і разом підкорювати Норрат. 

## Музика і озвучення
Музика до оригінальної версії гри і першим оновленням була написана американським композитором Лаурою Карпман. Надалі музичний супровід писав Інон Зур. Багато NPC в грі були професійно озвучені. До деяких з них навіть доклали руку голлівудські зірки. Наприклад, Владика Лукан Де Лірі розмовляє голосом Крістофера Лі, а королева Антонія Бейл голосом Гізер Грем. Так само в грі звучать голоси Віла Вітона, Дуайта Шультца, Даніки Маккеллар.

## Ігровий процес
Гравці створюють персонажів, які є їх аватарами в онлайновому світі. При генерації героя в EverQuest II можливий вибір з 19 різних рас, причому число рас збільшувалося з деякими ігровими доповненнями, і 25 різних класів. Пригоди в Норраті включають виконання квестів, які поділяються за типом і приносять у зв'язку з цим різні нагороди, знищення монстрів в пошуках корисних предметів, дослідження світу, спілкування і взаємодія з іншими гравцями. Реалізована система мирних ремісничих професій, що дозволяє створювати речі ручної роботи, які набагато практичніше речей, куплених у NPC. Квести і полювання на монстрів збільшують бойовий рівень, в той час як створення предметів підіймає ремісничий рівень. На даний момент (після виходу доповнення Chains of Eternity) максимальний рівень 95.
На відміну від багатьох інших MMORPG, в EverQuest II існує можливість і необхідність купувати квартири або будинки, для яких є величезна кількість спеціальних предметів обстановки. У своєму будинку гравець може відкрити власний магазин, товари в якому продаються без додаткової націнки брокера. Повноцінна гра в EverQuest II неможлива без створення гільдій — добровільних об'єднань гравців для спільного проходження складних випробувань, вбивства особливо складних монстрів, допомоги новачкам і отриманні унікальних предметів для бою або прикраси інтер'єру квартир. Крім того, деякі особливо цінні будинки або засоби пересування можуть вимагати членства в гільдії високого рівня. Розвиток гільдій аналогічно розвитку гравця: перебуваючи в гільдії, герой додає їй частину заробленого досвіду.

## Раси
- Варвари — створена Мітаніелем і Ероллізі Марр раса високих, схожих на людину істот. Ця могутня раса раніше мешкала на холодній півночі, збудувавши своє місто Галас на крижаних рівнинах Еверфроста. За людськими стандартами їх житла здаються примітивними, бо варвари використовують найпростіші, необроблені будівельні матеріали. Вони прикрашають стіни своїх жител бойовими трофеями, а також шкурами тварин із зображеннями сцен з історії і життя свого народу. Прибуття варварів в Норрат збіглося з Епохою Кровопролиття, коли варвари вперше вступили у війну зі своїми сусідами. Племена варварів билися з усіма, хто вставав у них на шляху, навіть з іншими варварами, прагнучи довести свою силу і міць. Деяких обраних варварів, які стали згодом батьками раси людей, близнюки Марр колись обдарували часткою своєї мудрості. Варвари прагнуть приховувати свої емоції, але при цьому не забудуть висловити в обличчя співрозмовнику все, що вони про нього думають. Їх слова ніколи не розходиться зі справами.
- Темні ельфи — одна з трьох найстаріших ельфійських рас, відомих у Норраті. Часто їх називають ельфійським словом «Тейр'Дал», що в перекладі означає «ельфи первозданного хаосу». Століттями темні ельфи, діти Інноруука, жили в темних підземеллях Норрату. Легенда свідчить, що Князь Ненависті захопив першого ельфійського короля і його королеву і три сотні років катував їх, розриваючи на частини їх тіла і знову і знову відтворюючи спотворені їх подібності. Тепер ними керує Ненависть. Керована ненависть може зробити сильним противником навіть слабкого; вдихнувши ж її в іншого, можна перекрутити його душу і управляти сутністю. Вчення некромантії, яке темні ельфи вважають подарунком Інноруука своїй расі, лежить в основі їх суспільства. Темні ельфи дивляться на інші раси зверхньо, але в минулому не раз використовували допомогу тролів і огрів. Коли ж огри повернули свою колишню мудрість і звільнилися від впливу Тейр'Дал, вони продовжили пошук тих, хто став би їх слухняною маріонеткою.
- Дворфи — невисокі, кремезні істоти, створені Бреллом Серілісом. Вони вперті, сильні і знамениті своєю хоробрістю, хоча і не відрізняються особливим розумом. Дворф може стати найвідданішим другом — або ж найбільш нещадним ворогом. На знак своєї поваги до каменя, землі і скарбів, укритим в її надрах, дворфи висікли своє місто — Каладо — глибоко в скелях М'ясницьких Гір. Архітектура Каладіма відображає любов дворфів до роботи: чисті, чудово оброблені камені укладені в стіни практичних і одночасно красивих будинків гірського міста. Зброя і броня дворфів теж славляться своїми якістю і міцністю; вони часто прикрашені в'яззю і рунами. Бувши досвідченими шахтарями, дворфи добувають з гірських порід чудові коштовні камені. На згадку про своє місто дворфи часто покривають обличчя символами своєї батьківщини.
- Ерудити — походять від звичайних людей. Заперечують свою спорідненість з менш інтелектуальними родичами. Насправді ерудити — спадкоємці великого мага Ерудита, який багато століть тому покинув берега Антоніки і вирушив на захід, по пустельним землям Одуса. Тут було засновано місто Ерудін, оплот краси і мудрості. Його білі мармурові вежі красиві нерукотворною красою, з якою не можуть зрівнятися творіння навіть найкращих людських майстрів. Через кілька років після заснування «міста вищих людей» група ерудитів почала осягати мистецтво некромантії, обравши  вчителя темних ельфів. Секти некромантів-єретиків повстали проти свого народу, і на Одусі вибухнула страшна громадянська війна. Магічні сили, покликані на допомогу, змели з лиця землі всіх учасників війни, а кратер, що виник на місці вирішального бою, досяг самого Підніжжя. Ерудити ні секунди не сумніваються в тому, що їх раса вища всіх інших, особливо Керра, яких вони вважають не більше ніж розумними тваринами.
- Фроґлоки — раса низькорослих амфібій, що мешкають в болотах Норрату. Беззастережно віддані Мітаніелю Марру фроґлоки постійно ворогують з тролями Болота Іннотуле. Більше чотирьох століть тому їх божество наділило обраних представників цієї раси високим інтелектом і фізичною силою, і незабаром після цього фроґлоки вигнали тролів з їхнього міста — Гробба. На честь свого повелителя фроґлоки назвали захоплене місто «Гукта, аванпост Марра». Проте, архітектура фроґлоків так і залишилася на примітивному рівні. Вони мало дбають про прикраси і надають перевагу обстановці, що нагадує їм рідне болото. Попри міцну статуру, фроґлоки досить розумні, щоб досягти майстерності практично в будь-якій професії, за умови, що вона не суперечить їх вірі.
- Гноми — маленькі, худорляві істоти, створені Бреллом Серілісом. Недолік фізичного розвитку вони з лишком компенсують властивими їх раси завзятістю і мудрістю. Гноми славляться своєю цікавістю і відомі своїми спробами поєднати магію і технологію. У минулому їх невгамовна допитливість нерідко ускладнювала їм життя, але живий розум і хитрість дозволили їм вижити і досягти успіху в цьому світі попри фізичні вади. Побут гномів рясніє всілякими механічними штучками з безліччю шестерень і моторчиків, що обертаються в різні боки. Гноми прославилися як винахідники годинників і різних механічних тварин, від щурів до драконів. Гноми навіть створюють механічних гномів, які допомагають їм у їх повсякденних справах. Так само, як і близькі родичі гномів — дворфи — вони люблять дорогоцінні камені і метали. Гноми створили унікальне вчення, що поєднує в собі магію і науку. Аналітичний розум гнома ніколи не знає спокою. Гном безперервно працює над винаходом нових формул і пошуком незвичайних відповідей на прості питання, іноді відволікаючись, щоб учинити над ким-небудь одну зі своїх знаменитих витівок.
- Напівельфи — опинившись між двох культур і втративши власні традиції, вони довгий час були змушені існувати поза суспільством. Тепер вони цілком щасливо живуть як в людських містах, так і під тінистим покровом ельфійських лісів, називаючи своїм будинком і лісову гущавину, і переплетення вузьких вуличок міських околиць. Проте приплив біженців в людські міста знову примушує напівельфів змінювати  звичний спосіб життя. Бунтарі по своїй натурі, вони називають себе ельфійським словом «Ейр'Дал», що означає «невідповідний». Хоча і темні, і вищі ельфи часто використовують його як образу, напівельфи зробили це слово символом свого унікального положення в цьому світі. І вищі, і темні ельфи з презирством ставляться до напівкровок, адже вони ганьблять чистоту ельфійської раси. Лісові ельфи відносяться до своїх далеких родичів більш терпимо, людям же вони просто байдужі.
- Гелфлінґи — створіння Бріслбейна, Короля Злодіїв і володаря Світу Пустощів. Як неважко здогадатися, їх зріст не перевищує половини людського; багато представників цієї раси наділені округлими формами. Щоки гелфлінґів покриті життєрадісним рум'янцем. Ще одна риса їх зовнішності — величезні волохаті ступні. Гелфлінґи за своєю природою добродушні і доброзичливі. Вони привітні до всіх, хто не висловлює стосовно них відверто ворожих намірів. Хоча в більшості випадків гелфлінґи і не замишляють нічого поганого, вони славляться своїми витівками і розіграшами. Для гелфлінґа немає більшої радості, ніж провести вечір з друзями і сусідами біля каміна, розповідаючи історії та байки про подорожі. І все ж незважаючи ні на що гелфлінґи відрізняються міцністю духу і витривалістю, які  не раз виручали їх в битвах. Річковий Дол — батьківщина гелфлінґа, і вони дуже люблять своє тихе пристанище. Вони будують свої будинки в глибині пагорбів і люблять круглі двері і низькі стелі. Міцні сімейні узи і духовне благородство підштовхують гелфлінґа захищати свої сім'ї і ставати відважними бійцями. Їх  цікавість допомагає їм досягти успіху на шляху розвідника, але інтелектуальними здібностями вони, на жаль, не блищать…
- Вищі ельфи — Вищі ельфи, або Коада'Дал, — світлошкірі діти Тунар, богині природи. Високі і стрункі вищі ельфи поєднують в собі благородство і витонченість. Їх будинком здавна стали древні стіни Фелвіта. Коада'Дал мають гарний смак і прагнуть оточити себе творами мистецтва найкращих представників своєї раси. Крім того, вищі ельфи надзвичайно люблять порядок і дисципліну, але так і не зуміли позбутися властивого їм презирства до решти, менш чистих, на їхню думку, рас. Так, лісові ельфи знаходяться у них в служінні, а інші раси  ігноруються. Вороже настроєні раси, особливо їх закляті вороги — темні ельфи — на їхню думку, повинні зникнути з лиця Норрату. Вищі ельфи вважають себе обраними дітьми Тунар, і їх самозакоханість не знає меж.
- Люди — різноманітні, винахідливі. В жодної іншої раси немає такої свободи вибору віросповідання або шляху розвитку. Лише деякі зрівняються з ними в здатності неординарно мислити, і ні одна інша раса не може так пристосовуватися до змін. Люди походять від своїх північних сусідів, варварів, але в своїй еволюції набагато їх перевершили. Хоча вони не пристосовані ні для однієї професії конкретно і не відрізняються особливими рисами, вони підходять для будь-якої ролі, компенсуючи свої недоліки винахідливістю. Розквіт людської раси припав на Епоху Кровопролиття, коли могутня об'єднана імперія правила Норратом. Коли імперія розпалася, більшість її лідерів перенесли свої внутрішні конфлікти на місяць Луклін, але залишки великої імперії ще довго існували на просторах Норрату. Більш інтелектуальні нащадки людей, ерудити, давно вже відділилися від своїх менш розумних родичів і тим самим заснували свою гілку еволюції. Кейнос і Фріпорт — два пам'ятники культури і архітектури людської раси. Переживши Епоху Катаклізмів практично без втрат.
- Іксар — раса величезних рептилій, створених Казіком-Тулі. Вони довгий час були головною цивілізацією на континенті Кунарк. У іксар багате минуле, в якому багато сумних моментів. Колись Кунарком володіла Себіліська імперія, чия жорстокість могла зрівнятися тільки з Раллосіанською імперією, яка захопила Антонік. Хоча їхній могуті могли протистояти тільки дракони, іксар теж зазнали періоди рабства і приниження. Саме тоді вони навчилися зневажати відстаючі раси і сподіватися тільки на силу щелеп і міць кігтів. Зразками вкрай бідної і невибагливої архітектури іксар служать міста Себіліс, Кабіліс і Місто Туманів. Іксар — це втілене зло. Вгрузлі в руйнуванні і нікчемності, іксар втілюють чисту, непримиренну злість. Вони не приховують своїх намірів, а просто відкрито однаково ненавидять усіх і вся. Іксар — сильна раса, прекрасно підготовлена як для війни, так і для навчання магічним мистецтвам, особливо найбільш темним сторонам магії. Природна допитливість допомагає їм стати відмінними розвідниками.
- Керра — ведуть свій рід від великого лідера раси, Кеджаана. Він переправлявся на Одус і об'єднав розрізнені племена в одну державу, що послужило становленню епохи миру і процвітання. Але потім на континент прибули Ерудити і його «вищі люди». Вони захопили більшу частину керранської землі; гірше того, серед Керра вибухнула чума і забрала безліч життів. Керра звинувачували в цьому єретиків і їх вчення некромантії. Кеджаан теж став жертвою чуми, і наступником став його син Ва Керрат, який присягнувся помститися єретикам. Під час громадянської війни між ерудитами та єретиками якась невідома магічна сила телепортувала ціле поселення Керра на темну сторону місяця Луклін. Ва Керрат пережив це подорож і назвав своє втрачене плем'я Ва Шир. Керра, що залишилися в Норраті, розпалися; деякі вирушили на захід острова Керра, інші переправилися на маленький острів на Перехресті Ерудит, інші пішли в гори Стоунбрант. Тільки через багато років деякі з племені Ва Шир змогли повернутися з Лукліна, ставши засновниками нової, сильної династії.
- Огри — численна раса, створена для війни Раллосом Зеком. Багато років тому вони об'єдналися в імперію, яка захопила велику частину Норрату. На жаль, вони виступили війною на Раду Рейт в Світі Землі. За це Рейт наклали прокляття на всі творіння Зека, позбавивши їх інтелекту і зруйнувавши їх імперію. Так огри стали пішаками інших рас, які залишають свої убогі халупи з грубого каменю в Фірроті лише для того, щоб взяти участь в черговому містечковому конфлікті.  Але тільки вони почали відновлювати свою цивілізацію, як до них явився Аватар Війни, якого послав Раллос, який бажав створити нову Раллосіанську імперію, покликану змести з лиця Норрату всі інші раси. Захопивши Храм Казіка-Тулі і вхід в Світ Страху, повелитель огрів, генерал Урдуук, порушив договір, укладений між Раллосом з Казіка-Тулі. І знову така образа ворогів не пройшла даром для раси огрів: Аватар Страху обрушив жахливий Зелений Туман на огрів якраз в той момент, коли вони майже підкорили Кейнос і Фріпорт.
- Ратонга — раса розумних ракоподібних істот висотою з дворфа. Про їхнє минуле майже нічого не відомо. Раса була вперше виявлена в Епоху Воєн; ратонга допомагали ополченню Фріпорта пересуватися по підземних тунелях, провідним в Пустелю Ро, що дозволяло доставляти харчі та підкріплення до обложеного великого міста. Після цього ратонга знову пішли в підземелля і не з'являлися багато років, поки з початком потужних землетрусів континент Антоніка не почав розпадатися на частини. Ходять чутки, що ратонга — це плем'я людей-пацюків, родичів Четарі з Некрополя Драконів — втім, самі ратонга і розпускають ці чутки. Якщо враховувати, що ратонга набагато більші і розумніші Четарів, можна припустити, що їх цивілізація зародилася в глибинах самого Підніжжя. Самі ратонга це не підтверджують, але і не спростовують. Ратонга часто малюють у себе на грудях якийсь символ. Символ завжди один і той самий, але що він означає — невідомо.
- Тролі — перша раса, створена в Норраті Казіком-Тулі. Вони майже такі ж високі, як і огри, але менш масивні, з зеленуватою шкірою і злісними рисами обличчя. Тролі їдять все, що стрибає і повзає, як в сирому вигляді, так і в смаженому. Вони дбають тільки про задоволення власних потреб, які обмежуються перемогами в битвах і захопленням видобутку. Вони були б ще більш небезпечні, якби їх інтелект не був настільки обмежений. Але тролі і так поєднують в собі невгамовну лють, з величезною силою, що робить їх небезпечними супротивниками. Їх місто Гробб, побудоване в глибині болота Іннотуле, було схоже на збіговисько жалюгідних халуп. Його підкорила раса фроглоків, які перебудували його і назвали Гукта. Тролі врятувалися втечею і об'єдналися з темними ельфами, потрапивши під залежність Тейр'Дал. Однак тролів не можна недооцінювати. Один особливо злісний клан тролів мешкає в скелі Розколотий Череп. Їх серця наповнені вченням Ненависті, і вони поклоняються Іннорууку, новому господареві, в ім'я якого вони викрали древній артефакт з Гробба — камінь, покритий древніми пророцтвами Грозмока. Тролі очікують пришестя Грозмока, міфічної фігури, яка об'єднає племена великою владою Страху і Ненависті.
- Лісові ельфи — родичі вищих ельфів. Ці вільнодумні по натурі істоти куди більш привітні і ввічливі, ніж зарозумілі Коада'Дал. Ріст лісового ельфа приблизно півтора метра, шкіра покрита золотистою засмагою. Фейр'Дал заснували дерев'яне місто Келетін, із низкою платформ і ліфтів до неземної краси Великого Фейдарка. Лісові ельфи люблять свята і пісні, присвячуючи своє життя вихвалянням богині Тунар. Добру вдачу лісових ельфів допомагають їм встановлювати міцні зв'язки з іншими расами, особливо з людьми. Це, зокрема, призвело до того, що у багатьох напівельфів предками були лісові ельфи.
- Феї — доброзичлива і симпатична раса. Феї як діти, люблять веселі жарти та ігри. Вони маленькі створіння, з яскравими крилами і зовнішністю дитини. Попри згадану легковажність, досить гарні маги. Їх рідне місто — Келетін.
- Арасай — зовні віддалено нагадують Фей. По суті  є їх темним різновидом, виведеним результаті жорстокого експерименту, в результаті якого їх природа пройшла необоротну трансформацію. Сильні своїми магічними здібностями, небезпечні в гніві. Вірно і віддано служать своєму творцю Тейр'Дал Крістаннос (Правителька Неріака) і поклоняються їй як своїй богині. Рідне місто — Неріак.
- Сарнаки — драконоподібна темна раса сильних і спритних істот. Вигнані з рідних місць, бродять нині в усьому світі. Рідне місто — Горовін.
- Вампіри - раса Вампірів Вільної Крові, які можуть рухатися навіть при сонячному світлі.
- Ейракіни — раса на стику арасай і драконів, крила представників цієї раси ростуть разом з ними, і до 85 рівня з'являється можливість самостійного польоту!

## SOEmote
EverQuest II стала першою грою, в якій використовується технологія SOEmote, що робить більш реалістичним спілкування в онлайн-іграх. Це програмний пакет, який виконує дві функції. По-перше, він змінює голос гравця таким чином, щоб він більше відповідав обраному персонажу. По-друге, за допомогою вебкамери він «знімає» з особи емоції гравця, відтворюючи їх за допомогою ігрового персонажа.